# Idaea hardenbergi
Idaea hardenbergi là một loài bướm đêm trong họ Geometridae.